# Leonie Sandercock
Leonie Sandercock (* 1949 in Adelaide) ist eine australische Stadtplanerin und Wissenschaftlerin mit dem Schwerpunkt Stadtplanung und Multikulturalität. Ihre Arbeit umfasst die interdisziplinären Bereiche Stadtforschung, Stadtpolitik und Planung und beleuchtet Fragen der Differenz, der sozialen Gerechtigkeit und der Chancengleichheit. Seit 2001 lehrt sie an der School of Community and Regional Planning (SCARP) der University of British Columbia in Vancouver, Kanada.

## Leben
Sandercock machte ihren Bachelorabschluss 1970 an der University of Adelaide und promovierte 1974 an der Australian National University in Canberra. 1989 schloss sie einen Master of Fine Arts für Drehbuchschreiben an der University of California, Los Angeles ab.
Sandercock war von 1981 bis 1986 Professorin und Leiterin der Graduate Urban Studies an der Macquarie University in Sydney. Während dieser Zeit veröffentlichte sie Arbeiten zu australischen Städten: Cities for Sale (1975), Public Participation in Planning (1975), The Land Racket (1979) und Urban Political Economy: the Australian Case (1983).
1986/1987 siedelte sie nach Los Angeles über und arbeitete als Drehbuchautorin und als Dozentin an der Graduate School of Architecture and Urban Planning der University of California, Los Angeles. Sie schrieb eine Trilogie zu den Herausforderungen multikultureller, multiethnischer Städte: Making the Invisible Visible: A Multicultural History of Planning (1998), Towards Cosmopolis: Planning for Multicultural Cities (1998) und Cosmopolis 2: Mongrel Cities of the 21st Century (2003).
2001 wechselte sie an die School of Community and Regional Planning (SCARP) der University of British Columbia. Von Juli 2006 bis November 2007 war sie Director der SCARP. Ihr Forschungsschwerpunkt liegt in der Zusammenarbeit mit den First Nations über eine gemeinschaftliche Stadtplanung, wobei sie besonders das Medium Film als Katalysator für den Dialog über die Möglichkeiten der Heilung, Versöhnung und Partnerschaft nutzt. Weitere Forschungsinteressen sind Einwanderung, kulturelle Vielfalt und Integration, die Möglichkeiten eines eher therapeutischen Planungsmodells, Storytelling in Planungstheorie und -praxis sowie die Rolle von Multimedia in der Planung.
2005 begann Sandercock eine zehnjährige Zusammenarbeit mit Giovanni Attili an der Universität La Sapienza in Rom, der ebenfalls auf dem Gebiet des Einsatzes von Multimedia, vor allem Film, in der Planungsforschung und -praxis forscht. Ergebnis dieser Zusammenarbeit waren die beiden Dokumentarfilme Where Strangers Become Neighbours (National Film Board, 2007) und Finding Our Way (Moving Images, 2010) und dazugehörige Bücher: Where Strangers Become Neighbours: the integration of immigrants in Vancouver, Canada (2009) und Multimedia in Urban Policy and Planning: Beyond the Flatlands (2010).
Die Zusammenarbeit mit den First Nations begann 2007 bis 2010 mit den Arbeiten an dem Dokumentarfilm Finding Our Way: Beyond Canada's Apartheid mit den beiden in British Columbia beheimateten First-Nations-Gemeinschaften Cheslatta Carrier Nation und Burns Lake Band. Dies führte zu einem neuen Lehrprogramm, Indigenous Community Planning, innerhalb des Masterstudiengangs von SCARP. Der Lehrplan wurde zusammen mit der Musqueam Indian Band entwickelt, auf dessen Territorium sich die University of British Columbia befindet. Seit 2012 nimmt das Programm jedes Jahr zehn Studierende auf, typischerweise jeweils hälftig Indigene und Nicht-Indigene. Das Programm wird staatlich gefördert.
Sandercock hat darüber hinaus Bücher über australischen Fußball oder die australische Arbeiterbewegung geschrieben. Sandercock war mit John Friedmann verheiratet, der 2017 verstarb.

## Auszeichnungen
- 2005 Dale Prize for Excellence in Urban & Regional Planning des Departments of Urban & Regional Planning der California State Polytechnic University, Pomona
- 2005 Paul Davidoff Award der Association of Collegiate Schools of Planning.[5]
- 2006 BMW Group Award für Interkulturelles Lernen[6]
- 2012 erhielt Sandercock die Ehrendoktorwürde der Universität Roskilde in Dänemark für ihre Beiträge zur Ausbildung in der Stadtplanung[7]
- 2015 Distinguished Planning Educator Award der Association of Collegiate Schools of Planning, als erste Preisträgerin außerhalb der Vereinigten Staaten[8]
- 2018 Dean's Medal of Distinction der Faculty of Applied Science der University of British Columbia[9]
- 2020 wurde Sandercock zum Fellow der Royal Society of Canada ernannt.[10]
- 2020 YWCA Women of Distinction Award in der Kategorie Education, Training, & Development[11]

## Veröffentlichungen (Auswahl)
Dokumentarfilme
- zusammen mit Giovanni Attili: Where Strangers Become Neighbours, 50 min, National Film Board of Canada, Montreal 2007.
- zusammen mit Giovanni Attili: Finding Our Way, 90 min, Moving Images, Vancouver 2010.

Bücher
- Cities for sale : property, politics and urban planning in Australia. Melbourne University Press, Carlton 1975, ISBN 0-522-84085-X.
- The Land Racket – The real costs of property speculation. Silverfish Books, Canberra 1979, ISBN 0-908094-43-4.
- Property, Politics, and Urban Planning: a history of Australian city planning, 1890-1990. 2. Auflage. Routledge, Milton Park 1990, ISBN 0-88738-335-1.
- Making the invisible visible : a multicultural planning history. University of California Press, Berkeley, CA 1998, ISBN 0-520-20734-3.
- Towards Cosmopolis: planning for multicultural cities. John Wiley, London 1998, ISBN 0-471-97197-9.
- Cosmopolis II: Mongrel Cities in the 21st Century. Continuum, London 2003, ISBN 0-8264-7045-9.
- mit Giovanni Attili: Where Strangers Become Neighbours (= Urban and Landscape Perspectives. Band 4). Springer Nature, London, Berlin, New York City 2009, ISBN 978-1-4020-9034-9, doi:10.1007/978-1-4020-9035-6.
- mit Giovanni Attili (Hrsg.): Multimedia Explorations in Urban Policy and Planning (= Urban and Landscape Perspectives. Band 7). Springer Nature, London, Berlin, New York City 2010, ISBN 978-90-481-3208-9, doi:10.1007/978-90-481-3209-6.

Papers
- mit Giovanni Attili: Changing the Lens: Film as Action Research and Therapeutic Planning Practice. In: Journal of Planning Education and Research. Band 34, Nr. 1, 2014, S. 19–29, doi:10.1177/0739456X13516499.